# ユバール・シュタイニッツ
ユバール・シュタイニッツ（英語: Yuval Steinitz、ヘブライ語: יובל שטייניץ、                  
1958年4月10日 - ）は、イスラエルの政治家、哲学者。現在はイスラエル国会議員で同国の財務相を務める。所属はリクード。エルサレム地裁判事の妻との間に3人の子供がいる。

## 経歴・政治キャリア
ヘブライ大学で哲学を専攻し修士の学位を得、テルアビブ大学で博士号を獲得。卒業後は、ハイファ大学などで哲学の講師として教鞭に立った。軍隊時代は陸軍の歩兵隊に所属していた。青年時は非常に左翼的な立場に立脚しオスロ合意を是とする立場だったが、次第に保守化、右派のリクードに身を投じるようになる。1996年の首相選ではオスロ合意を非とし、何よりもイスラエルの治安を最優先させるベンヤミン・ネタニヤフの支持獲得のために奔走し、ネタニヤフの逆転勝利に一役買う。現在ではそのネタニヤフの懐刀ともいうべき存在で影のように寄り添っている、ネタニヤフがガザ地区撤退計画に反対し、アリエル・シャロン首相への倒閣運動を宣言した際にはいち早くこれに従った。1999年の総選挙で国会議員に初当選。現在、3期目をつとめる。イランの核武装に対しては、最大の脅威と位置付け強硬姿勢を崩さず、イスファハーンやアラークなど核関連施設への先制攻撃も辞さない考えを示している。たびたび国防総省を訪問し、イランの脅威を説いている。2007年11月には米国上院でイランの脅威についてジョン・カイル上院議員らを前に証言を行った。リクードが政権を奪回した暁には、国防相への意欲を示している。2009年2月に実施された総選挙では4選を果たし、ネタニヤフ政権下で財務相として初入閣を果たす。